# Mark Vlasic
Mark Richard Vlasic (Rochester, 25 ottobre 1963) è un ex giocatore di football americano statunitense che ha militato nel ruolo di quarterback nella National Football League (AFL).

## Carriera

### San Diego Chargers
Al college Vlasic giocò come quarterback con gli Iowa Hawkeyes. Fu scelto nel corso del quarto giro (88º assoluto) Draft NFL 1987 dai San Diego Chargers. Nella sua prima stagione fu scelto come seconda riserva dietro al quarterback titolare Dan Fouts e a Mark Herrmann ma fu inattivo per la maggior parte dell'annata. Debuttò come professionista il 27 dicembre 1987, disputando gli ultimi cinque minuti e mezzo della partita, in cui completò 3 passaggi su 6 per 8 yard e subì un intercetto nella sconfitta contro i Denver Broncos. L'anno seguente Fouts si ritirò e Vlasic divenne la prima riserva di Hermann. Riuscì a disputare due partite come titolare prima che un infortunio ai legamenti gli facesse chiudere la stagione in anticipo. Dopo una pre-stagione 1990 positiva Vlasic fu nominato quarterback titolare per la prima gara della stagione contro i Dallas Cowboys ma dopo una sconfitta per 17-14 Billy Joe Tolliver fu nominato titolare per il resto dell'annata.

### Kansas City Chiefs
Nel marzo 1991 Vlasic firmò con i Kansas City Chiefs un contratto biennale. Trascorse la maggior parte della prima stagione con la nuova maglia come riserva di Steve DeBerg. Dopo una prestazione positiva in cui rilevò DeBerg contro i Chargers, Vlasic fu nominato titolare per la gara della settimana successiva contro i San Francisco 49ers in cui si infortunò nel secondo quarto, venendo costretto a saltare le gare dell'ultimo turno della stagione regolare e del primo turno di playoff. Tornò in campo nel divisional round contro i Buffalo Bills dopo un infortunio di DeBerg, la sua unica apparizione nei playoff, ma i Chiefs furono battuti con un secco 37-14. Nel 1992 il nuovo arrivo Dave Krieg giocò ogni snap della stagione così Vlasic non scese mai in campo.

### Tampa Bay Buccaneers
Il 30 aprile 1993 Vlasic firmò con i Tampa Bay Buccaneers ritrovando l'ex compagno Steve DeBerg. Quell'anno non scese mai in campo e dopo la pre-stagione 1994 fu svincolato, chiudendo la sua carriera professionistica.